# Chautauqua megye (New York)
Chautauqua megye az Amerikai Egyesült Államokban, azon belül New York államban található. Megyeszékhelye Mayville, legnagyobb városa Jamestown. Lakosainak száma 127 657 fő (2020. április 1.). Chautauqua megye Erie, Erie, Warren és Cattaraugus megyékkel határos.

## Népesség
A megye népességének változása:
| Lakosok száma | 134 830 | 134 270 | 133 403 | 133 080 | 130 779 | 127 657 |
|               | 2010    | 2011    | 2012    | 2013    | 2015    | 2020    |